# Wierchnij Barchanczak
Wierchnij Barchanczak (ros. Верхний Барханчак) – auł w Rosji, w Kraju Stawropolskim, w rejonie ipatowskim. W 2010 liczył 433 mieszkańców, głównie Turkmenów, częściowo Tatarów.